# جوان كاريراس آي مارتي
جوان كاريراس آي مارتي (بالإسبانية: Joan Carreras i Martí)‏ (و. 1935 – 2018 م) هو لغوي، ومحرر إسباني، ولد في برشلونة، توفي في جرانوليريس، عن عمر يناهز 83 عاماً.

## مناصب
تولى منصب President of Òmnium Cultural ‏ (28 فبراير 1984–20 مارس 1986)
.